# Episodi di Cinque in famiglia (terza stagione)
La terza stagione della serie televisiva Cinque in famiglia, composta da 25 episodi, è stata trasmessa per la prima volta negli Stati Uniti su Fox dal 21 agosto 1996 al 2 aprile 1997. 
In Italia, è stata trasmessa in prima visione dal 30 aprile 2000 all'8 luglio 2001 su Italia 1 con il titolo di Party of Five. In questa stagione, Alexondra Lee si unisce al cast principale nel ruolo di Callie Martel e lo lascia nel corso della stessa stagione.
| nº | Titolo originale            | Titolo italiano         | Prima TV USA      | Prima TV Italia |
| -- | --------------------------- | ----------------------- | ----------------- | --------------- |
| 1  | Summer Fun, Summer Not      | Il fidanzato di Claudia | 21 agosto 1996    | 30 aprile 2000  |
| 2  | Going, Going, Gone          | Il cambiamento          | 28 agosto 1996    |                 |
| 3  | Short Cuts                  | Un errore imperdonabile | 4 settembre 1996  |                 |
| 4  | Deal with It                | Gelosia                 | 11 settembre 1996 | 14 maggio 2000  |
| 5  | Mixed Signals               | Segreti e bugie         | 18 settembre 1996 | 21 maggio 2000  |
| 6  | Going Home                  | Ritorno a casa          | 25 settembre 1996 |                 |
| 7  | Personal Demons             | Esorcismi e tradimenti  | 30 ottobre 1996   | 28 maggio 2000  |
| 8  | Not So Fast                 | Decisioni affrettate    | 6 novembre 1996   |                 |
| 9  | Gimme Shelter               | Un'opera di bene        | 13 novembre 1996  | 4 giugno 2000   |
| 10 | Close to You                | Nuovi amori             | 20 novembre 1996  | 11 giugno 2000  |
| 11 | I Do                        | Il matrimonio di Joe    | 27 novembre 1996  | 18 giugno 2000  |
| 12 | Desperate Measures          | La verità               | 11 dicembre 1996  | 25 giugno 2000  |
| 13 | Christmas                   | Natale in famiglia      | 18 dicembre 1996  | 2 luglio 2000   |
| 14 | Life's Too Short            | Una notizia inattesa    | 8 gennaio 1997    | 9 luglio 2000   |
| 15 | Significant Others          | Combattere per vincere  | 15 gennaio 1997   | 16 luglio 2000  |
| 16 | I Declare                   | La decisione            | 22 gennaio 1997   | 23 luglio 2000  |
| 17 | Misery Loves Company        | Voglia di ricominciare  | 29 gennaio 1997   | 30 luglio 2000  |
| 18 | MYOB                        | Momenti difficili       | 5 febbraio 1997   | 6 agosto 2000   |
| 19 | Point of No Return          | Senza via d'uscita      | 12 febbraio 1997  | 13 agosto 2000  |
| 20 | Intervention                | Intervento di famiglia  | 19 febbraio 1997  | 20 agosto 2000  |
| 21 | Hitting Bottom              | Il ritorno di Griffin   | 26 febbraio 1997  | 27 agosto 2000  |
| 22 | Leap of Faith               | Sbalzi di fede          | 5 marzo 1997      |                 |
| 23 | Promises, Promises          | L'inganno               | 19 marzo 1997     | 24 giugno 2001  |
| 24 | A Little Faith              | Un po' di fede          | 26 marzo 1997     | 1º luglio 2001  |
| 25 | You Win Some, You Lose Some | Matrimonio a sorpresa   | 2 aprile 1997     | 8 luglio 2001   |

## Il fidanzato di Claudia
- Titolo originale: Summer Fun, Summer Not
- Diretto da: Steven Robman
- Scritto da: Amy Lippman e Christopher Keyser

### Trama
Dopo essersi diplomati al liceo e aver lavorato tutta l'estate al ristorante Salinger, Bailey e Will organizzano un viaggio in Messico per il Labor Day, ma Sarah e la fidanzata di Will, Gina, decidono di seguirli. Sfortunatamente, non riescono mai ad arrivare in Messico perché la loro jeep si rompe nel mezzo di un quartiere sconosciuto nel centro di San Diego. Di conseguenza, Sarah e Gina abbandonano i ragazzi e tornano a San Francisco su un autobus. Quando Bailey e Will provano a cercare un telefono per chiedere aiuto, tornano alla jeep solo per scoprire che non c'è più, essendo stata rubata da estranei del posto perché Bailey ha incautamente lasciato le chiavi nel sistema di accensione della jeep. Bailey e Will litigano perché ciascuno incolpa l'altro per la propria situazione, ma si rendono conto che dopo dieci anni di amicizia non vale la pena litigare. Di ritorno a San Francisco, la madre di Kirsten, Ellie, trascorre alcuni giorni a vivere a casa Salinger con Charlie e Kirsten perché il suo matrimonio sta andando in pezzi. Dice a Kirsten che Gene ha scoperto una sua vecchia relazione e Kirsten dice alla madre che non l'avrebbe perdonata fino a quando lei non avesse perdonato Charlie. Nel frattempo Julia, che ha lavorato tutta l'estate come receptionist, incontra Griffin, che è tornato in città senza dirglielo. Le dice che dopo aver scontato la pena, è tornato a trovare sua madre, ma non volendo vivere con il padre autoritario, si è arruolato nella Marina mercantile ed è attualmente in licenza a terra per alcune settimane. Julia si arrabbia un po' perché Griffin non ha mai risposto alle lettere che gli aveva scritto mentre lui era a New Orleans, ma lui replica affermando di non essere il tipo di persona che comunica o scrive lettere. Griffin le dice che è ancora innamorato di lei. Inoltre, Claudia torna a casa dal campo estivo innamorata di un ragazzo che tutti pensano sia inventato, ma lui viene a trovare Claudia e la loro incredulità la fa infuriare.

## Il cambiamento
- Titolo originale: Going, Going, Gone
- Diretto da: Michael Engler
- Scritto da: Mark B. Perry e P.K. Simonds

### Trama
Will sta partendo per il college a Seattle e il suo nuovo compagno di stanza, Tucker, gli viene incontro. Bailey si sente minacciato dalla sua presenza e finisce per litigare con Tucker. Le autorità trovano e restituiscono la jeep di Bailey (ma spogliata di diverse parti, compresi tutti e quattro i pneumatici), e poco dopo Bailey decide di vivere in un dormitorio per incontrare nuove persone e andare avanti con la sua vita. Kirsten trova un lavoro lontano, il che la costringe ad affrontare una relazione a distanza. Dice a Charlie che se fossero sposati le cose sarebbero andate diversamente. Nel frattempo, Julia vuole che l'immaturo e irresponsabile Griffin trovi un posto tutto suo e gli dà dei soldi, ma lui spende tutti i soldi (e i suoi) comprandole un'auto per impressionarla. Più tardi, Griffin si presenta senza preavviso nell'ufficio in cui Julia lavora come receptionist: vuole uscire con lei e si rifiuta di andarsene. Dopo che Griffin affronta e prende in giro il severo capo di Julia per averla fatta lavorare troppo, Julia viene licenziata. In seguito, Julia e Griffin discutono seriamente sull'incidente in cui, dopo che Griffin la respinge, la frustrata Julia si arrabbia e lei gli dice di crescere e di smetterla di comportarsi come un bambino capriccioso malato d'amore. Griffin reagisce urlando con rabbia a Julia, sostenendo che ha sempre avuto problemi con l'autorità, derivanti dagli abusi e dai maltrattamenti per tutta la vita da parte del padre violento e dalla mentalità militare. Successivamente, Griffin accetta finalmente il fatto di essere, e sarà sempre, un perdente immaturo e un fannullone senza ambizioni, quindi decide di lasciare la città per stabilirsi a San Diego con la Marina Mercantile per andare avanti con la sua vita e dare a Julia un po' di spazio, ma dice a Julia che un giorno potrebbe tornare per lei. Altrove, Claudia vuole che la sua relazione con Byron sia proprio come quella di Julia e Griffin, ma Byron è più interessato a Julia che a lei. Di conseguenza, Claudia rompe con Byron e incolpa ingiustamente Julia per averle rubato il ragazzo.

## Un errore imperdonabile
- Titolo originale: Short Cuts
- Diretto da: Ellen S. Pressman
- Scritto da: Lisa Melamed

### Trama
Bailey incontra un ragazzo di nome Cooper al suo primo giorno di college. Cooper convince Bailey a seguire lezioni facili in modo che possa prendere buoni voti e avere tempo per divertirsi. Bailey affronta un test al computer molto difficile e ritiene che l'imbroglio sia l'unica via d'uscita. Alla Grant High School, Sarah, Julia e Justin sono studenti dell'ultimo anno che competono per un concorso di scrittura che dà un posto al college. Sarah e Julia stanno scrivendo dei loro drammi familiari e Justin decide di scrivere della gravidanza di Julia, cosa che la rende davvero furiosa. Dopo che il capo di Kirsten scopre che ha copiato il suo saggio da un libro, Charlie decide di aiutarla e trova accidentalmente la sua prescrizione di antidepressivi. Kirsten rivela che le è stato diagnosticato un disturbo maniaco depressivo i cui sintomi sono emersi apparentemente l'anno precedente, poco dopo il loro matrimonio interrotto. Kirsten perde sia il dottorato che il lavoro.

## Gelosia
- Titolo originale: Deal with It
- Diretto da: Dennie Gordon
- Scritto da: Susannah Grant

### Trama
Kirsten diventa sempre più depressa e nemmeno il lavoro come cameriera al ristorante Salinger la fa sentire meglio. Charlie cerca di aiutarla come può, ma niente sembra funzionare, eppure lui si rifiuta ostinatamente di arrendersi. Vuole che lei guarisca velocemente, nonostante i farmaci antidepressivi possano richiedere fino a sei settimane di tempo per iniziare ad agire. Nel frattempo, Cooper lascia che Bailey si sistemi a casa sua. Julia inizia ad uscire con Cooper e le cose si fanno imbarazzanti tra loro tre. Bailey chiede a Julia di non uscire con il suo amico, ma lei decide comunque di uscire con lui. Più tardi, si rende conto di quanto lei e Cooper non hanno niente in comune. Bailey sta cercando una nuova sistemazione e trova un appartamento economico con una brava compagna di stanza, una donna più grande di nome Callie Martel, che a Sarah non piace proprio, ma Bailey le dice di non preoccuparsi. Claudia deve trovare un idraulico per riparare i tubi e viene sgridata da Charlie perché l'intervento costa $ 3.000, ma lei dice che ha solo tredici anni e non dovrebbe spettare a lei un compito del genere.
- Guest star: Alexondra Lee (Callie Martel).

## Segreti e bugie
- Titolo originale: Mixed Signals
- Diretto da: Ken Topolsky
- Scritto da: Amy Lippman e Christopher Keyser

### Trama
Cooper vuole andare a letto con Julia, ma lei gli dice che non è pronta perché è ancora traumatizzata dal suo aborto spontaneo. Julia cerca di sforzarsi comunque ad andare a letto con Cooper, ma non ci riesce, quindi i due si lasciano definitivamente. Dopo che Bailey se ne va di casa, Claudia finalmente smonta la tenda da campeggio nel soggiorno dove ha dormito negli ultimi due anni e si trasferisce nella vecchia camera da letto di Julia. Jody dice a Claudia che il nuovo fidanzato di sua madre una notte è entrato nella sua stanza e l'ha baciata, ma Jody implora Claudia di non dirlo a nessuno perché il fidanzato ha avuto un'influenza positiva nella vita della madre di Jody perché ha smesso di bere, usare droghe, ha trovato un lavoro fisso, e quindi sarebbe devastante per lei apprendere che il fidanzato è un sospetto pedofilo. Claudia invita Jody a restare per un paio di giorni a casa Salinger, cosa che si protrae per più di una settimana. Dopo che Charlie dice a Claudia che Jody non può più dormire da loro, lei finalmente gli confida che il fidanzato della madre di Jody la sta abusando sessualmente. Nel frattempo, Kirsten prova un nuovo farmaco antidepressivo che trasforma la sua depressione in pulizia e organizzazione compulsiva, cosa che la fa impazzire, e decide di sospendere il farmaco, ma diventa immediatamente depressa e introversa più che mai. Altrove, Callie dice a Bailey che il suo ex fidanzato, Tom, sarà alla mostra d'arte a cui lei parteciperà per esporre i suoi dipinti, e chiede a Bailey di fingere di essere il suo ragazzo così Tom smetterà di chiederle di uscire. Bailey dice che la aiuterà, ma poi scopre che Tom è il suo professore d'arte. Più tardi, Jody affronta rabbiosamente Claudia per aver raccontato a Charlie delle avances del fidanzato di sua madre e aggiungendo che Charlie l'ha detto alla madre di Jody, che ha reagito buttando fuori il suo ragazzo, e poi ha perso la brocca, ubriacandosi e facendosi quindi arrestare e incarcerare... esattamente come temeva Jody. I servizi sociali mandano Jody a vivere lontano con il padre divorziato. Dopo che Claudia ha litigato con Charlie per aver tradito la sua fiducia nei confronti di Jody, fa una telefonata ai genitori di Kirsten.

## Ritorno a casa
- Titolo originale: Going Home
- Diretto da: Daniel Attias
- Scritto da: Amy Lippman e Christopher Keyser

### Trama
I genitori di Kirsten, Gene ed Ellie, arrivano in casa e Charlie si arrabbia con Claudia per aver raccontato loro del peggioramento dei problemi mentali di Kirsten, poiché il suo orgoglio e la sua testardaggine gli impediscono di ammettere che non riesce ad aiutare Kirsten da solo. Gene continua a incolpare Charlie per il peggioramento delle condizioni mentali di Kirsten e minaccia di denunciarlo. Ellie non può interferire o schierarsi con Charlie questa volta perché non vuole rovinare di nuovo il suo matrimonio. Decidono di riportare Kirsten a Chicago per ricoverarla in un ospedale psichiatrico e Charlie cerca di fermarli. Alla fine, invocano una tregua e tutti chiedono a Kirsten cosa vuole fare, ma lei è diventata troppo introversa e disturbata per riuscire a decidere o capire qualcosa. Nel frattempo, Julia e Sarah si recano alla Whitmore University nel New Hampshire per i colloqui universitari, ma non riescono a tenere la mente lontana da casa. Julia si rende conto che preferisce andare in un college vicino a casa. Dopo che Bailey ha litigato con Charlie sul mantenere segreti i problemi mentali di Kirsten, torna nel suo appartamento dove Callie gli confida che sta avendo problemi simili con il suo patrigno, che darà una festa per il sessantesimo compleanno quel fine settimana, e lei e Bailey bevono per celebrare la loro indipendenza dalle loro famiglie disfunzionali. Dopo che Charlie cede e permette a Gene ed Ellie di portare via Kirsten, quasi catatonica, per farla ricoverare, Bailey e Julia decidono di tornare a casa per confortare Charlie. Claudia non può perdonarsi per quello che è successo, ma Charlie dice a Claudia che non è stata tutta colpa sua.

## Esorcismi e tradimenti
- Titolo originale: Personal Demons
- Diretto da: Michael Engler
- Scritto da: Mark B. Perry

### Trama
Charlie è arrabbiato e frustrato perché Kirsten se n'è andata dalla sua vita. Un'assistente sociale di nome Grace Wilcox si presenta al ristorante in cerca di sostegno nel suo programma di nutrire i senzatetto. Vuole gli avanzi del ristorante, ma Charlie la caccia via. Un vecchio amico di Nick Salinger, Earl, arriva in cerca di lavoro e Charlie gliene dà uno perché suo padre lo conosceva. Claudia crede che tutto ciò che di brutto accade sia colpa della casa, quindi si rivolge a un esorcista. Qualcuno apre un conto a nome di Nick Salinger e tutti pensano che sia stato l'esorcista, ma in realtà è stato Earl. Nel frattempo, Bailey dice a Callie che l'ultima volta che ha fatto sesso è stato due anni fa. Lei lo seduce e dormono insieme. Sarah sta organizzando una festa di Halloween e Bailey ci va per non sentirsi così male per averla tradita. Julia è arrabbiata perché Justin esce con una nuova ragazza e cerca di rovinare tutto, ma se ne pente e li rimette insieme. Bailey litiga con Sarah e va da Callie per chiedere conforto, ma lei è con un altro ragazzo, quindi Bailey decide di cercare conforto in una birra.

## Decisioni affrettate
- Titolo originale: Not So Fast
- Diretto da: Ken Topolsky
- Scritto da: Karen Krenis

### Trama
Julia incontra un insegnante di Stanford, che è anche uno scrittore. Diventano amici e lei si ispira a scrivere. Chiede la sua opinione e lui le dice che non è brava. È devastata, ma dopo aver scoperto che sua madre ha scelto la musica solo dopo il college, si rende conto che è troppo presto per decidere cosa fare per il resto della sua vita. Un vecchio collega violinista di Diana, Avery Baltus, si presenta a Claudia e cerca di sviluppare in lei il talento di Diana con il violino. Claudia si emoziona e Charlie le dice di non avere fretta, che ha ancora tutta la vita davanti, ma lei è testarda e decide di entrare al conservatorio. Nel frattempo, Bailey prende la varicella e Sarah si prende cura di lui, ma lui non vuole affrontare il suo senso di colpa per averla tradita. Litigano, ma Sarah lo ama troppo per rimanere arrabbiata con lui per sempre.

## Un'opera di bene
- Titolo originale: Gimme Shelter
- Diretto da: Steven Robman
- Scritto da: Susannah Grant

### Trama
Charlie organizza un concorso di slogan per il ristorante Salinger, ma il litigioso vincitore invece di essere pagato, pretende una cena gratis per lui e altri senzatetto al ristorante. Charlie si rifiuta ed è costretto a buttarli fuori per evitare che i suoi clienti se ne vadano. Grace si arrabbia per l'accaduto e scrive sul giornale un articolo su quello che è successo, dipingendo Charlie come una pessima persona e invitando tutti a boicottare il ristorante Salinger, il che mette Charlie in grande difficoltà. Grace e Charlie discutono e dopo che Grace ammette di essersi sbagliata su di lui, trovano una soluzione: consentire una sera alla settimana di chiudere il ristorante Salinger per una cena per dare da mangiare ai senzatetto. 
Nel frattempo, Sarah è preoccupata perché Bailey sta bevendo troppo, ma lui dice che sta solo festeggiando. Cerca di entrare nella squadra di hockey del college, ma non è in buona forma, quindi viene invitato a unirsi alla squadra di wrestling, che è la peggiore del college in quanto il suo allenatore, il signor Petrocelli, è troppo indulgente con la squadra. Bailey non sostiene il nuovo lavoro di Sarah e litiga con lei. Dice che è cambiato da quando è andato a vivere con Callie. Julia ha problemi con gli operai del tetto, Sam e suo fratello Alec. Alec le offre un po' del suo pranzo e lei lo rifiuta. Julia parla con suo fratello, Sam, e lui licenzia Alec per poi flirtare con la ragazza. Inoltre, Claudia cerca di vendicarsi di Charlie per non averla lasciata andare al conservatorio.

## Nuovi amori
- Titolo originale: Close to You
- Diretto da: Vicki Jackson-Lemay
- Scritto da: Catherine Butterfield

### Trama
Bailey salva Callie da uno stupro. La ragazza rimane traumatizzata e da qual momento in poi si rifiuta di uscire di casa per paura; Sarah cerca di essere sua amica e si chiede perché Callie non abbia molte amiche. Nel frattempo, Charlie aiuta Grace con il suo programma per senzatetto e si preoccupa per la sicurezza della ragazza perché vive in un quartiere pericoloso. Lei cerca di baciarlo, ma lui le dice che ha già qualcuno: Kirsten. Dopo che Sam viene licenziato per non aver coperto il tetto, Julia lo riassume con i suoi soldi. Sam scopre la sua bugia e lei lo bacia. Altrove, a Claudia viene offerto un articolo sul giornale della scuola e presto si rende conto che c'è qualcosa che non va con Bailey, a causa del suo comportamento lunatico. Callie dice a Bailey che vuole qualcuno come lui. 

## Il matrimonio di Joe
- Titolo originale: I Do
- Diretto da: Ellen S. Pressman
- Scritto da: Lisa Melamed e P.K. Simonds

### Trama
Joe sta per sposare una donna più giovane e vuole che il matrimonio si svolga a casa Salinger, il che ricorda a Charlie il suo matrimonio interrotto con Kirsten. Charlie si rende conto che se lui e Kirsten si fossero sposati, avrebbero festeggiato il loro primo anniversario. Charlie chiede a Grace di accompagnarla al matrimonio, ma lei rimane confusa quando lui fa un discorso che riguarda decisamente Kirsten. Grace gli dice di prendere decisioni sulla sua vita. Nel frattempo, Sarah vuole sistemare Callie con suo cugino per tenerla lontana da Bailey, ma Callie trasforma subito il tutto in un doppio appuntamento. Sarah crede che lei e Bailey si stiano allontanando e decide di andare a letto con lui, ma Bailey non riesce a farlo. Promettono di fare un altro tentativo, ma Bailey va a letto con Callie di nuovo. Altrove, Sam non vuole qualcosa da Julia e Claudia le dice che è patetica, ma Julia insiste e Sam decide di tornare a casa.

## La verità
- Titolo originale: Desperate Measures
- Diretto da: Michael Engler
- Scritto da: Mark B. Perry

### Trama
Charlie decide di andare a Chicago per vedere Kirsten e lascia Julia a occuparsi delle faccende domestiche. Kirsten è molto felice di vederlo, mentre Ellie non lo è. Kirsten gli dice che vuole scappare a San Francisco per un viaggio, ma a metà strada diventa di nuovo depressa e introversa e Charlie si rende conto che non è pronta per tornare indietro e tornano a Chicago. Kirsten dice a Charlie che lui fa parte dei suoi problemi mentali. Charlie la lascia lì. Tornata a San Francisco, Julia è più preoccupata per la sua vita privata e di uscire con Sam che per il suo fratellino e la sua sorellina. Claudia afferma di essere malata, ma Julia non le crede e pensa che stia fingendo per attirare l'attenzione. Julia continua a passare tutto il suo tempo con Sam finché non riceve una telefonata il giorno successivo dall'ospedale locale, dicendo che Claudia era svenuta a scuola il giorno prima a causa di un'appendicite e aveva subito un intervento chirurgico. Claudia non perdonerà Julia per averla ignorata finché non sentirà quanto è dispiaciuta. Bailey mente a Sarah per non andare a letto con lei. Salta gli allenamenti di wrestling e Sarah trova Bailey ubriaco e svenuto a casa sua. Le dice che è andato a letto con Callie, ma non si lasciano. Callie è stanca di essere usata da Bailey.

## Natale in famiglia
- Titolo originale: Christmas
- Diretto da: Dennie Gordon
- Scritto da: Susannah Grant

### Trama
È Natale e il nonno materno dei Salinger, Jake Gordon, torna a trovarli. Charlie decide di sbarazzarsi di tutte le cose di Kirsten, così da poter finalmente andare avanti con la sua vita. Cerca di aiutare un senzatetto al ristorante a trovare un lavoro e un posto dove vivere, ma in seguito scopre che è stato tutto uno spreco perché il senzatetto soffre della stessa identica malattia mentale di Kirsten. Sarah e Callie sono via per le vacanze. Bailey, alienato dalla sua famiglia, vuole trascorrere il Natale da solo, ma l'allenatore Petrocelli non glielo permette e chiede invece a Bailey di andare a casa sua per guardare il wrestling in TV, dove si legano parlando dei genitori morti di Bailey e del matrimonio fallito di Petrocelli e una figlia che non chiama né scrive mai. Nel frattempo, Julia nota che Jake non riesce a vedere molto bene, così il nonno le confida che sta diventando cieco. Charlie lo vede partire presto la mattina di Natale e Jake gli dice che ha il cancro: deve andare a sottoporsi a un ciclo di chemioterapia e non vuole più essere un peso per loro. Charlie accetta di non dire a nessuno della salute cagionevole di Jake. Julia chiede a Bailey di trascorrere il Natale in casa e lui porta con sé l'allenatore Petrocelli, poiché la figlia dell'allenatore non verrà più a trovarlo. Stuart fa a Claudia un regalo molto costoso e lei cerca di fargli un regalo brutto, ma lui lo adora. Claudia gli dice che non le piace il regalo, e lui si arrabbia, ma si scusa e resta per la cena di Natale. Grace si presenta e Charlie la invita a restare, e tutti festeggiano felicemente il Natale.

## Una notizia inattesa
- Titolo originale: Life's Too Short
- Diretto da: Eric Jewett
- Scritto da: Lisa Melamed (sceneggiatura), Amy Lippman (soggetto) e Christopher Keyser (soggetto)

### Trama
Libby Dwyer, la vecchia amica di Julia, si è uccisa. Justin e Julia pensano che se le avessero prestato più attenzione lei sarebbe ancora viva. La sua morte fa sì che tutti si chiedano cosa stanno facendo della loro vita quando trovano il suo diario e, leggendolo, si rendono conto che la pressione per Libby di studiare duramente per entrare al college era troppo da sopportare per lei. Sarah si rende conto che la vita è troppo breve per trascorrerla con una relazione rovinata, quindi decide di rompere con Bailey, che la prende molto duramente e inizia a bere ancora di più. Nel frattempo, Charlie invita alcuni amici alla riunione del liceo. Gli mancano i bei vecchi tempi, ma quando viene a galla la verità sulle vite travagliate dei suoi amici, Charlie si rende conto che la sua vita al liceo non era bella come ricordava.

## Combattere per vincere
- Titolo originale: Significant Others
- Diretto da: Ken Topolsky
- Scritto da: P.K. Simonds

### Trama
Bailey è molto entusiasta del wrestling e vuole provare a diventare un professionista. Sebbene Coach Petrocelli non pensi che lui sia all'altezza, Bailey diventa ossessionato dalla vittoria. Vuole che qualcuno sia lì per lui, ma Callie è arrabbiata con lui e vuole che se ne vada. Tutti gli altri sono occupati tranne Claudia che si presenta perché gli manca la presenza di Bailey a casa. Successivamente, Bailey celebra ogni vittoria con qualche drink, e ogni volta si ubriaca sempre di più. Nel frattempo, Julia scopre che Sam era fidanzato e si unisce a lui nella cena con la sua ex fidanzata. Lei si sta per sposare e Sam si rende conto di amarla ancora. Altrove, Charlie riceve un premio per aver aiutato i senzatetto e si rende conto di quanto gli piaccia Grace quando un altro uomo le chiede di uscire.

## La decisione
- Titolo originale: I Declare
- Diretto da: Michael Engler
- Scritto da: Chris Levinson

### Trama
Bailey non sta andando molto bene a scuola a causa del suo crescente consumo di alcol. Callie organizza una grande festa a casa loro e il padrone di casa minaccia di cacciarli per il forte rumore e per non aver pagato l'affitto in tempo. Lui sta cercando di rimanere sobrio, ma lo trova molto difficile. Incapace di tenere il passo con la scuola, Bailey decide di non frequentare alcune lezioni. Nel frattempo, Charlie non vuole affrettare le cose con Grace, ma più cercano di rallentare le cose, più vogliono stare insieme, quindi dormono insieme. Julia è accettata a Stanford, ma non è sicura di voler andare. Vuole una pausa dagli studi e ritrovare se stessa. Charlie pensa che sia tutta colpa di Sam e che lui l'abbia influenzata. Nel frattempo, Claudia scopre e rivela a tutta la scuola che uno dei suoi professori è gay: la rivelazione influenza anche la vita privata di Ross, il suo insegnante di violino, poiché sembra che lui esca con quell'uomo. Claudia cerca di sistemare la cosa, ma Ross le dice che non è così facile.

## Voglia di ricominciare
- Titolo originale: Misery Loves Company
- Diretto da: Rodman Flender
- Scritto da: Mark B. Perry

### Trama
Will sorprende Bailey a presentarsi a casa sua per una visita nel fine settimana. Dopo aver visto con quale frequenza (e quanto) Bailey beve birra e superalcolici ogni giorno, Will inizia a pensare che Bailey beva troppo. Will chiede a Sarah cosa sta succedendo, ma lei non vuole parlare di Bailey a causa della loro recente rottura e anche a causa del fatto che Bailey passa le giornate a bere. Prima di lasciare la città per tornare al college, Will cerca in privato di consigliare Bailey di ridurre il suo consumo eccessivo di alcol, ma Bailey convince Will che non è un grosso problema. Callie chiede a Bailey di trasferirsi nella sua stanza. Nel frattempo, l'appartamento di Grace va a fuoco, quindi lei si trasferisce a casa Salinger. Charlie non vuole che Julia rifiuti Stanford. Julia, arrabbiata con Charlie, si trasferisce da Sam per non doverlo ascoltare. Charlie non la vuole lì e litigano molto. Sconvolto dal fatto che Julia abbia invaso la sua privacy, Sam dice a Julia che dovrebbe tornare a casa. Vedendo quanto è spesso ubriaco Bailey, Claudia cerca di convincere Bailey a smettere di bere, ma lui la ignora.

## Momenti difficili
- Titolo originale: MYOB
- Diretto da: Daniel Attias
- Scritto da: Lisa Melamed

### Trama
Bailey spende così tanti soldi per bere che non può nemmeno permettersi l'affitto. Julia vuole rimettere insieme Bailey e Sarah, ma Sarah è ancora molto arrabbiata con lui e Bailey continua a essere scortese e attaccabrighe (perché è sempre ubriaco). Sarah avverte Julia del problema con l'alcol di Bailey, ma Julia non ci crede. Julia trova a Bailey un lavoro con Sam in un altro cantiere edile dopo aver visto quanto è a corto di soldi Bailey. Bailey ruba liquori costosi dalla casa in cui stava lavorando e viene licenziato. Dopo che Julia affronta Bailey chiedendogli se ha problemi con l'alcol, lui si rifiuta di dare una risposta e cerca di cambiare argomento. Julia si chiede se quello che le ha detto Sarah sia vero. Provano a parlarne con Bailey, ma lui non ascolta. Approfittando della lite tra Julia e Charlie, Bailey convince Charlie a sostenerlo. Nel frattempo, a Julia e Claudia non piace che Grace viva a casa loro. Grace inizia a pensare che andare a vivere con Charlie non sia stata una buona idea, dopo aver incontrato una donna in un negozio di alimentari mentre fa shopping con Charlie e Owen, perché la donna crede che Grace (una donna di colore) sia la tata di Owen e non la ragazza di Charlie. Inoltre, Charlie dice a Claudia che dovrebbe cercare di essere amica di Grace, quindi Claudia si offre di fare volontariato per il suo programma, ma non dura a lungo. Viene rivelato che la non materna Grace non sopporta i bambini. Charlie si chiede se Grace voglia davvero essere lì.

## Senza via d'uscita
- Titolo originale: Point of No Return
- Diretto da: Michael Engler
- Scritto da: Susannah Grant

### Trama
Charlie si rifiuta di credere a Julia e Sarah riguardo al problema con l'alcool di Bailey. Quando Bailey ruba e sperpera tutti i soldi che Charlie gli dà per assumere un clown per la festa del terzo compleanno di Owen, Charlie e il resto dei fratelli si rendono finalmente conto dell'enormità dell'alcolismo di Bailey, soprattutto dopo averlo visto compiere azioni imbarazzanti alla festa di Owen. Nel frattempo, Grace è turbata da una visita a sorpresa dei suoi genitori che sembrano affettuosi con Charlie. Julia decide di pianificare un viaggio estivo in Europa con Sam, finché non si rende conto che hanno punti di vista diversi nei confronti di certe persone: Julia trova poco divertenti il razzismo e i pregiudizi di Sam sugli altri, il che porta alla loro rottura. Inoltre, Claudia ritrova Avery che la presenta al figlio in visita Marcus, un adolescente introverso, insicuro e problematico.

## Intervento di famiglia
- Titolo originale: Intervention
- Diretto da: Steven Robman
- Scritto da: Amy Lippman e Christopher Keyser

### Trama
La famiglia Salinger cerca di risolvere il problema con l'alcol di Bailey. Claudia lo chiama e gli dice che Owen è caduto dalle scale. Bailey si precipita a casa, trovando Charlie, Julia, Claudia, Grace e Sarah che lo affrontano. Uno dopo l'altro, tutti cercano di dimostrare a Bailey che ha un serio problema con l'alcol. Bailey continua a negare, rifiuta di accettare il suo alcolismo e finisce per litigare con tutti. Joe arriva più tardi quel giorno e dice a Bailey e a tutti gli altri che anche il suo defunto padre, Nick Salinger, ha avuto un serio problema con l'alcol per molti anni, ma è rimasto sobrio per 18 anni fino alla morte. Bailey non crede a Joe, ma Charlie sì e dimostra che è vero con le storie della sua infanzia. Tutti tentano di convincere Bailey a iscriversi a un programma di alcolisti anonimi, ma lui rifiuta di affermare che l'alcolismo è una parte di ciò che è, e afferma apertamente che preferirebbe morire piuttosto che farsi curare. Dopo che tutti si sono arresi, Claudia dice a Bailey che se non affronterà il suo problema con l'alcol e non chiederà aiuto per fermare il suo stile di vita autodistruttivo, non farà più parte della famiglia. Bailey se ne va senza dire una parola.

## Il ritorno di Griffin
- Titolo originale: Hitting Bottom
- Diretto da: Dennie Gordon
- Scritto da: P.K. Simonds

### Trama
Bailey è solo e la strategia dei Salinger di non parlargli non sembra funzionare. Bailey infatti beve ancora di più e vandalizza la lapide di suo padre, incolpando il padre morto per avergli dato questa "malattia". Dopo aver contemplato il suicidio, Bailey decide di bere fino a morire. Di conseguenza, Bailey continua ad alienare le altre persone nella sua vita con la sua costante ubriachezza, prima facendo arrabbiare l'allenatore Petrocelli perdendo un importante incontro di wrestling e poi Callie volendo usarla per fare sesso. L'ubriaco Bailey mette in pericolo anche il piccolo Owen rapendolo dall'asilo e tenendolo fuori tutto il giorno. Nel frattempo, Claudia va da Avery in cerca di risposte alle domande su suo padre. Come Bailey, anche Claudia incolpa il loro defunto padre per il problema dell'alcol di Bailey. Altrove, Griffin Holbrook ritorna con un lieve infortunio alla gamba a causa di un incidente in barca nei marines, e Julia lo incoraggia a fare causa in modo che possa essere finanziariamente stabile per un po' e cercare un lavoro stabile. Più tardi quella notte, Bailey ha un incidente d'auto mentre guidava la sua jeep con Sarah, che rimane gravemente ferita. Dopo aver tentato di morire di alcol bevendo diverse bottiglie di whisky, Bailey sviene, ma più tardi si sveglia e, vedendo che non è morto, va al letto d'ospedale di Sarah e le chiede aiuto.

## Sbalzi di fede
- Titolo originale: Leap of Faith
- Diretto da: Susannah Grant
- Scritto da: Lisa Melamed

### Trama
Mentre Sarah inizia a riprendersi dall'incidente automobilistico di Bailey che le ha lasciato cicatrici fisiche sul viso, lui inizia a frequentare le riunioni degli Alcolisti Anonimi. Al primo incontro, Bailey incontra Walter Alcott, l'uomo che ha ucciso i suoi genitori. Bailey ha dei ripensamenti sull'andare alle riunioni e se ne va. Nel frattempo, Griffin ottiene $ 100.000 dalla sua transazione legale e decide di aiutare suo padre. Julia si rende conto che il maggiore Holbrook è amichevole con Griffin solo per i soldi. Altrove, Grace decide di candidarsi al consiglio comunale e fa di casa Salinger il quartier generale della sua campagna elettorale.

## L'inganno
- Titolo originale: Promises, Promises
- Diretto da: Lou Antonio
- Scritto da: Mark B. Perry

### Trama
Bailey è sobrio da una settimana. Callie diventa gelosa perché Bailey trascorre molto più tempo con Sarah, che conosce un ragazzo (nello studio del suo medico) con cui va molto d'accordo. Callie cerca di aiutare Bailey, ma lui le dice che lei è parte del motivo per cui beve. Callie va da Sarah e cerca di scoprire perché Sarah sta aiutando così tanto Bailey. In risposta, Sarah dice a Callie che non vuole tornare con Bailey perché sta uscendo con qualcuno di nuovo. Callie si ubriaca e insulta Bailey. Il giorno successivo, Bailey lascia l'appartamento di Callie e torna a casa Salinger. Nel frattempo, Julia inizia a marinare la scuola per uscire con il ribelle Griffin, e prende una "F" in storia. Griffin le dice di tornare a scuola, e lei lo fa. Inoltre, Claudia è giustamente convinta che Grace sia troppo egocentrica per candidarsi al consiglio comunale e che non si preoccupa di lei e di Owen, quindi inventa una storia su un giornalista che vuole incontrarla solo per passare un po' di tempo con Grace. Quando lo stratagemma viene rivelato, Charlie si arrabbia un po' con Claudia per aver ingannato Grace, ma Claudia sottolinea di aver dimostrato che Grace è più preoccupata per il giornalista e la pubblicità che della famiglia.

## Un po' di fede
- Titolo originale: A Little Faith
- Diretto da: Ken Topolsky
- Scritto da: Chris Levinson, Amy Lippman e Christopher Keyser

### Trama
Claudia viene invitata a suonare il violino ad un concerto a Los Angeles e nessuno può portarla lì tranne Bailey. Vanno e Claudia lo caccia dalle prove perché la distrae. Nella camera d'albergo, Bailey non ha niente da fare... e vuole davvero bere. Chiama Sarah, ma lei non è a casa. Chiama Charlie, ma non è né al ristorante né a casa. Beve tutto il minibar della sua camera d'albergo e si dimentica di andare a prendere Claudia. Joe si presenta e trova Bailey ubriaco. Lui e sua moglie vanno a prendere Claudia, che è molto delusa da Bailey. Successivamente, Joe ha un colloquio serio con Bailey, dove ancora una volta Bailey cerca di attribuire la colpa di tutto questo al padre morto e del fatto che Nick Salinger non ha mai detto ai suoi figli o a nessun altro del suo problema con l'alcol poiché l'alcolismo è ereditario. Joe risponde che anche se Bailey ha ereditato l'alcolismo da suo padre, ha anche ereditato la volontà di smettere di bere. Sulla via del ritorno a casa, Bailey e Claudia passano davanti a una riunione degli Alcolisti Anonimi in una chiesa locale; Claudia dice a Bailey di andare e lui lo fa. A San Francisco, Grace è davvero malata e potrebbe essere incinta. Dopo aver fatto un test di gravidanza, scopre di non esserlo, il che la rende elettrizzata. Charlie è triste e quando parlano, Grace gli dice che non vuole avere figli. Inoltre, Julia decide di viaggiare con Griffin in un viaggio attraverso il Nevada, ma la moto si rompe e devono tornare a San Francisco per ripararla. Griffin decide di acquistare l'officina riparazioni.

## Matrimonio a sorpresa
- Titolo originale: You Win Some, You Lose Some
- Diretto da: Michael Engler
- Scritto da: Lisa Melamed (sceneggiatura), P.K. Simonds (sceneggiatura), Amy Lippman (soggetto) e Christopher Keyser (soggetto)

### Trama
Bailey inizia a mostrare segni di ripresa mentre fa pace con l'allenatore Petrocelli e le altre persone che ha deluso durante le sue ricadute. Allo stesso tempo, Sarah ha lasciato il suo ragazzo. Sua madre dice a Bailey che è entrata alla Brown University (i genitori di Sarah, che disapprovano, stanno cercando di tenerla lontana da Bailey). Bailey si arrabbia con lei perché si sta trasferendo, ma decide invece di andare a Berkeley. Si baciano, ma Sarah dice a Bailey che vuole solo essere sua amica. Nel frattempo, Charlie e Grace si lasciano perché lei rivela che non le piacciono i bambini. Charlie, pur dicendo a Grace che la ama, dice che le sue responsabilità genitoriali vengono prima di tutto. Poco dopo, Grace vince le elezioni per il consiglio comunale e dopo una festa di vittoria che Charlie le organizza al ristorante, lascia volentieri casa Salinger e rinuncia a tutte le sue responsabilità nei confronti della famiglia. Justin sta per partire per l'Europa per due mesi e chiede a Julia di andare con lui. Lei decide di non andare e sposa impulsivamente Griffin. Alla fine, Charlie, Bailey e Claudia danno a Julia l'anello nuziale della madre e lei si trasferisce per viaggiare in Europa.